# Жалфија
Жалфија, кадуља или питоми пелим (Salvia officinalis) вишегодишња је разграната биљка из фамилије уснатица (Lamiaceae). Стабло је високо 50—90 cm, делом одрвенело и четвороугласто на попречном пресеку. Листови су сребрнозелени због обиља длака. Цветови су плаво-љубичасти, понекад ружичасто-беличасти, изразито двоуснати и налазе се удружени у цвасти (класасте пршљенове) на врховима стабљика и огранака. Цела биљка је врло ароматична и својственог мириса.
Жалфија је једна од најстаријих лековитих биљака. Наводе је сви антички медицински писци. Познато је да је од свег лековитог биља Карло Велики највише ценио жалфију. То се види и по оном његовом строгом историјском закону, Капитуларима, у којима велики владар наређује свим државним имањима (а то су углавном били манастири) да морају гајити стотинак разних врста лековитог биља од којих је на првом месту била жалфија.

## Име биљке
Латински назив читавог рода Salvia потиче од латинске речи salvare, што значи „спасти, спасавати, излечити”, јер су је Римљани још пре 2.000 година веома ценили и на разне начине употребљавали за лечење. Латински назив врсте, officinalis значи „који се користи”.
У Црној Гори и Херцеговини ову ароматичну, лековиту и медоносну биљку називају најчешће пелим, у средњој Далмацији кадуља, у северном Приморју куш, у источној Србији калавер и џигер-трава, док се у градском говору назива жалфија. Осим ових, има и других народних имена, као што су: бели џигер, вртни жајбел, голопер, жавбеј, жајбл, жалвија, жалфа, јановденче, кадиља, кадуја, кадуља-крижатица, кадуна, калопер, калупер, крастатица, крижна кадуља, љековита кадуља, љековита славуља, немачки калопер, пелин, перушина, питоми пелин, права кадуља, славља, славуља, узани калопер, црни калопер, црногорски пелен, шалвија.

## Медицинска употреба
Од жалфије се користи искључиво лист. Најлековитији лист се добија кад жалфија почне цветати, а то је најчешће у мају. Лист се бере Архивирано на веб-сајту  (26. август 2022), суши и чува пажљиво. Главни лековити састојак листа жалфије је испарљиво мирисно етарско уље, кога има од 1,5 до 2,5%. Опорост и лековитост листа потиче од танина. И горке материје у жалфији делују лековито.
Жалфија улази у састав великог броја препарата, који се употребљавају за испирање уста и грла кад настану упале и катари, јер су то добра и безопасна средства која јачају слузокожу (дејство танина) и делују антисептично (дејство етарског уља).
До открића антибиотика жалфију су вековима употребљавали у облику чаја против знојења за оболеле од туберкулозе, јер смањује лучење знојних жлезда. Чај и други лекови начињени од жалфије употребљавају се и за јачање организма.

## Жалфија у Србији
Жалфија у Србији расте у природи само у Сићевачкој клисури. Овде су пронађени примерци са великим бројем цветова што је српског ботаничара Гајића средином прошлог века навело да дефинише посебну подврсту жалфије S. officinalis subsp. multiflora. С обзиром на велику удаљеност ових популација од главнине ареала на Јадранском приморју, дуго се постављало питање њиховог порекла. Остаци римског Војног пута, изнад места Сићево наметали су закључак да је ту доспела случајно и раширила се на погодном тлу, али су новија истраживања генетичке разноврсности показала да се ради о природним реликтним популацијама.